# Banteay Samré
Banteay Samré és un temple hinduista situat a la zona d'Angkor, Cambodja. Pertany al conjunt de temples declarats Patrimoni de la Humanitat per la Unesco el 1992.

## Història
El temple s'atribueix a Suryavarman II i a Yashovarman II, tots dos del segle xii. Manté el mateix estil arquitectònic d'Angkor Wat, i és considerat el millor exponent d'aquest període després del mateix temple d'Angkor. El nom del temple significa 'ciutadella de Samré', en al·lusió a la pròxima localitat de Samré.
Es creu que el temple estava dedicat al déu Vixnu.
Ha estat parcialment restaurat per Maurice Glaize.

## Arquitectura

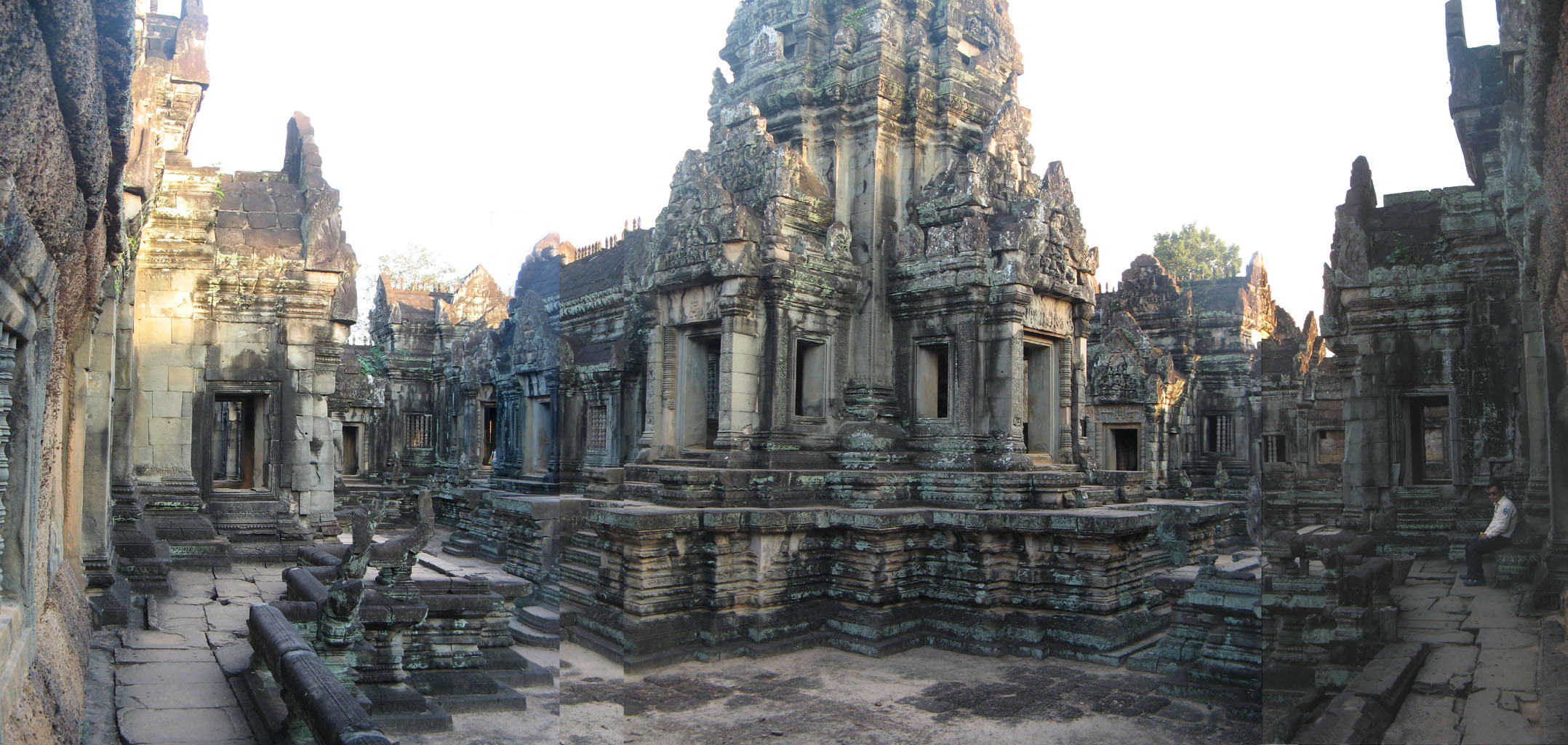
Panoràmica del recinte interior

El temple enclou un passeig cerimonial d'entrada de 140 m de longitud, situat en l'entrada est, que originàriament devia tenir una teulada de fusta. El camí acaba en una escalinata que condueix a una terrassa des de la qual s'accedeix al conjunt. Aquest consta de dos recintes emmurallats: l'exterior té unes dimensions de 83 x 77 m, i 6 m d'alçada, una galeria perimetral columnada cap a l'interior, ja pràcticament destruïda, i quatre pavellons cerimonials en cadascuna de les quatre entrades, situades als punts cardinals. El recinte interior, de 44 x 38 m, adornat també amb quatre gopura, conté el temple piramidal característic d'aquest estil arquitectònic, denominat prasat, i acaba amb una corona en forma de lotus que arriba als 21 m d'alçada. El recinte interior alberga també un pavelló situat a l'est del prasat, que té la funció d'avantsala del temple. Dues llibreries exemptes flanquegen el pavelló, rematant el conjunt. Totes les peces del recinte interior estan elevades sobre pedestals, i generen un espai interior molt escarpat i compacte.
El temple està decorat amb abundants relleus de temàtica hinduista, amb diverses escenes del Ramayana.
Els murs que enclouen tots dos recintes estan fets amb blocs de laterita toscament tallats, mentre que tant els edificis interiors com els acabats i elements decoratius es construïren amb gres.